# پکام
longitudeپکامlatitudeپکام
پکام (به انگلیسی: Peckham) (‎/ˈpɛkəm/‎) یک ناحیه در لندن است که در منطقه سات‌ارک لندن واقع شده‌است.

## خصوصیات
پکام ۷۱٬۵۵۲ نفر جمعیت دارد.